# Apagy
Apagy község Szabolcs-Szatmár-Bereg vármegyében, a Nyíregyházi járásban.

## Fekvése
A vármegye középső részén fekszik, Nyíregyházától 17 kilométerre keletre.
A közvetlenül határos települések: észak felől Nyírtét, északkelet felől Nyíribrony, kelet felől Levelek, délkelet felől Magy, dél felől Kállósemjén, nyugat felől Napkor, északnyugat felől pedig Sényő.

### Megközelítése
Legfontosabb közúti megközelítési útvonala a 41-es főút, amely áthalad a központján; ezen érhető el Nyíregyháza és Vásárosnamény felől is. Nyírtéttel, és azon keresztül Székellyel a 4103-as út köti össze.
A hazai vasútvonalak közül a települést a MÁV 116-os számú Nyíregyháza–Vásárosnamény-vasútvonala érinti, melynek egy megállási pontja van itt; Apagy megállóhely a település déli részén található, közúti elérését a 41 317-es számú mellékút biztosítja.

## Története
A 13. században keletkezett falut a legrégebbi fennmaradt írások Opag néven említik.
Fekvésének köszönhetően jelentős településsé vált, több esetben vármegyegyűlést is tartottak a községben. Az egyik ilyen megyegyűlésen választották Nyíregyházát Szabolcs vármegye székhelyének.
Egy az Országos Levéltárban őrzött 1466-os oklevél Mohos települést Apagy szomszédjaként említi, mely a Várday család birtoka volt.
Apagy adott helyet az 1608-as országgyűlésnek is.
A 15. század elején földesura a Kemecsey család volt.

A 16. század első felében több birtokosa is volt: az Apagyi, a Csajkos, a Diószeghy, a Hetey, az Osváth, a Puskás, a Szegedy, a Szentmiklóssy, a Szécsy, a Szilágyi, a Zoltán és a Zsiday család.
Az 1600-as évek elejétől a falu református lelkészeinek nevét is feljegyezték: Gyügyei Pál 1620, Batizi Tóbiás 1624, Domahidi János 1625-1627,  Endrédi Boldizsár 1628-ban szerepelt a tizedjegyzékben.
A 20. század elején a Zoltán családnak s örököseinek, valamint Leveleki Mayernek volt itt birtoka.
Az eredetileg egyutcás falu a 18. században indult igazán fejlődésnek, a Nyíregyháza – Vásárosnaményi vasútvonal megépítésével pedig térségi központtá vált.

## Népesség
A település népességének változása:
| Lakosok száma | 2279 | 2281 | 2309 | 2308 | 2195 | 2187 | 2192 |
|               | 2013 | 2014 | 2015 | 2021 | 2022 | 2023 | 2024 |

2001-ben a település lakosságának 99%-a magyar, 1%-a cigány nemzetiségűnek vallotta magát.
A 2011-es népszámlálás során a lakosok 87,8%-a magyarnak, 0,7% cigánynak, 0,2% németnek, 0,2% románnak mondta magát (12,2% nem nyilatkozott; a kettős identitások miatt a végösszeg nagyobb lehet 100%-nál). A vallási megoszlás a következő volt: római katolikus 27,5%, református 34,7%, görögkatolikus 15,8%, evangélikus 0,4%, felekezeten kívüli 3,1% (16,3% nem válaszolt).
2022-ben a lakosság 94%-a vallotta magát magyarnak, 0,3% ukránnak, 0,3% németnek, 0,2% lengyelnek, 0,1-0,1% cigánynak és románnak, 0,8% egyéb, nem hazai nemzetiségűnek (5,8% nem nyilatkozott; a kettős identitások miatt a végösszeg nagyobb lehet 100%-nál). Vallásuk szerint 20,2% volt római katolikus, 31,9% református, 15,3% görög katolikus, 1% egyéb keresztény, 0,5% evangélikus, 3,3% felekezeten kívüli (27,5% nem válaszolt).

## Közélete

### Polgármesterei
- 1990–1994: Kiss István (FKgP)[6]
- 1994–1998: Kiss István (független)[7]
- 1998–2002: Kiss István (független)[8]
- 2002–2006: Kiss István (független)[9]
- 2006–2010: Kiss István (független)[10]
- 2010–2014: Kiss István (független)[11]
- 2014–2019: Kiss István (független)[12]
- 2019–2024: Kiss István (független)[13]
- 2024– : Horváthné Kiss Mária (független)[1]

## Nevezetességei
- 15. századi gótikus stílusú református templom szecessziós berendezéssel
- Mohos-tó természetvédelmi terület
- Kenderáztató tó
- Apagy főtere
- 2. Világháborús emlékmű
- Görögkatolikus templom
- Római katolikus templom
- első világháborús emlékmű

## Sport

### Labdarúgás
A helyi labdarúgó csapatot 1954-ben alapították. Az 1995/96-os idényben megnyerték az MB III-as bajnokságot és azóta az MB II-ben szerepelnek. Itt a legjobb eredményük, egy bronzérem volt, a 2010/11-es idényben.